# یکه
یکه (به مجاری:  Jéke) یک منطقهٔ مسکونی در مجارستان است که در سابولچ-ساتمار-برگ واقع شده‌است. یکه ۶٫۳۲ کیلومتر مربع مساحت و ۷۲۹ نفر جمعیت دارد.